# Goliardia

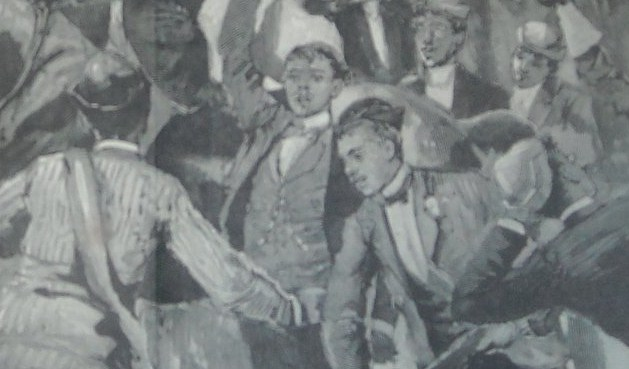
Goliardzi podczas żakinady bolońskiej, 1888

Goliardia (wł. Goliardia, Ordine goliardico) – zrzeszenie studenckie, działające w większości włoskich miast uniwersyteckich (Bolonia, Modena, Padwa, Florencja, Turyn) i we włoskojęzycznych kantonach Szwajcarii (Ticino, Gryzonia). 
Nazwa zrzeszenia nawiązuje do goliardów (ze starofrancuskiego goliard – ‘obżartuch’, ‘pasibrzuch’), czyli średniowiecznych  klerków, którzy słynęli z wykonywania swawolnych pieśni miłosnych i biesiadnych. Zrzeszenie powstało w roku 1888 na Uniwersytecie Bolońskim z inicjatywy Giosuè Carducciego, poety i wykładowcy, który pragnął uczcić w ten sposób osiemsetną rocznicę założenia uczelni. Bezpośrednią inspiracją były dla Carducciego niemieckie burschenschafty, które poznał w roku 1886 podczas pobytu w Heidelbergu. Goliardia jednak, w odróżnieniu od studenckich korporacji, kultywowała przede wszystkim nastrój beztroski i karnawałowej zabawy. Wkrótce ruch goliardów objął całe środowisko akademickie we Włoszech, wskrzeszając dawne żakowskie rytuały i przywołując w żartobliwej formie strukturę organizacyjną zakonów rycerskich.